# J・エドガー
『J・エドガー』（J. Edgar）は、2011年の伝記映画。クリント・イーストウッドが監督、製作、音楽を担当 、ダスティン・ランス・ブラック脚本で、レオナルド・ディカプリオがジョン・エドガー・フーヴァーを演じた。
FBI長官のエドガー・フーヴァーの生涯に基づき、彼のキャリアに焦点を合わせ、さらにクローゼット・ホモセクシュアルであったと言われる彼の私生活にも触れられている。

## ストーリー
1960年代。黒人公民権運動の盛り上がりを苦々しく思っていたFBI長官のジョン・エドガー・フーヴァーは、キング牧師宅の盗聴を命じると共に、自身の伝記をスミス捜査官に口述タイプさせる。
1919年。アメリカ合衆国では、ソビエト連邦の建国を受け、共産主義者や労働運動家の過激派によるテロが活発化しており、遂にはパーマー司法長官自宅が爆破される事態となった。これを受けて司法省は、過激派を逮捕し国外追放する特別捜査チームを編成し、24歳のフーヴァーがその責任者となる。無力な父親と支配的な母親の元に育ち、吃音の内気な青年であるフーヴァーは、司法省の新人秘書ヘレン・ギャンディを議会図書館のデートに誘い、プロポーズするが断られてしまう。しかし、彼女を個人秘書にすることは出来た。
無政府主義者のエマ・ゴールドマンを国外追放の対象にすることで、フーヴァーは他の多くの過激派を国外追放するための法的前例を作った。パーマーは襲撃事件の後、職を失い、後任のハーラン・F・ストーンはフーバーを司法省捜査局長に任命する。フーバーはギャンディに、権力を持つ者に関する悪い情報を集めた機密ファイルを作成させる。
議会図書館の蔵書をインデックス化し、検索効率を飛躍的に向上させた経験から、フーヴァーは全国民の指紋などの個人データを集約し、犯罪捜査に利用する構想を持っていた。但し、彼にとっては、彼の考える国家の道徳秩序を破壊し、破壊しようとする者もまた犯罪者であった。僅か数人のフーヴァーのチームは、過激派のアジトを急襲し、大勢の過激派を逮捕することに成功する。しかし、大量の過激派を逮捕し、共産主義勢力が後退したことで、彼の提唱する捜査チームの必要性は逆に支持を得られなくなっていった。そこでフーヴァーはギャング対策に注力するようになる。
1932年、リンドバーグ愛児誘拐事件が全米の注目を集めると、フーヴァーは連邦誘拐法の可決を促し、捜査局の権限を強化した。彼はFBI研究所を設立し、法医学の技術を捜査に応用し、リンドバーグの息子の身代金として払われた紙幣の番号を記録し、該当する紙幣の動きを監視させる。リンドバーグの息子は遺体で発見されたが、これらの手法によりブルーノ・リチャード・ハウプトマンが逮捕され、有罪判決が下された。フーヴァーは独自の基準で捜査官を厳選して綱紀を粛正し、科学捜査を導入してFBIを作り変えると共に、政治家のスキャンダルも極秘ファイルとして収集し、自分の権限を縮小しようとする大統領達をも黙らせる隠然たる力を得ていく。
大人になってからも、フーヴァーは道徳的指導者である母親と暮らし続けている。彼は1930年にクライド・トルソンを採用する。2人は親密な個人的な関係を築き、フーヴァーはトルソンを副長官に昇進させる。フーヴァーが女性との間でロマンチックな状況になると居心地が悪くなることを母親に告白すると、母親は息子が同性愛者であるなら死んだほうがマシだと言う。トルソンがフーヴァーに愛していると伝えると、フーヴァーはパニックになり、女優のドロシー・ラムーアと結婚したいなどと言う。それを聞いたトルソンは激昂し2人は喧嘩になり、トルソンはフーヴァーを押し倒して強引にキスし、フーヴァーが再び他の女性のことを口にしたら2人の関係を終わらせると脅す。その後、フーヴァーの母親が亡くなり、彼は悲しみに打ちひしがれる。
1933年に上院歳出委員会委員長のケネス・マッケラーによる一連のフーヴァーを困らせるような質問を受け、フーヴァーは自分とFBIの評判を貶めようとする者たち対して益々敵愾心を強める。彼は、盗聴装置を使って相手に不都合な情報を収集し、長年にわたってフランクリン・D・ルーズベルト大統領やロバート・F・ケネディ司法長官などの主要な政治家を脅迫するために使用し、自分の立場を守り、FBIの権力を増大させてきた。 彼は、新たな過激派の潮流と見做すものと戦うために違法な防諜を開始する。1964年には、キング牧師に不倫の証拠テープを送り付け、ノーベル平和賞を辞退させようとして果たせず、操縦出来ない新しいタイプの大統領ニクソンが登場するに及んでは、フーヴァーも自らの力の陰りを自覚せざるを得なくなっていく。
トルソンは脳卒中を患い、フーヴァーは年齢と共に体力が衰えていく。ニクソン大統領が機密ファイルを入手し、FBIの評判を落とすために利用することを恐れた彼は、ギャンディに機密ファイルをニクソンの手に渡さないように頼む。トルソンはフーヴァーに引退を促し、局の歴史における重大な出来事に関するフーヴァーの手柄を誇張していると非難した。フーヴァーは77才まで長官職を続けたが、1972年5月2日、帰宅後に寝室で倒れ死亡した。ニクソン大統領はフーヴァー死去の公表の前に極秘ファイルの押収を指示したが、ファイルはフーヴァーの長年の秘書ヘレン・ギャンディによって消去され、誰の目にも触れることなく失われた。

## キャスト
※括弧内は日本語吹替
- ジョン・エドガー・フーヴァー - レオナルド・ディカプリオ[5]（小森創介）
- クライド・トルソン（英語版） - アーミー・ハマー[6]（川中子雅人）
- ヘレン・ギャンディ（英語版） - ナオミ・ワッツ[7]（園崎未恵）
- チャールズ・リンドバーグ - ジョシュ・ルーカス[8]（檀臣幸）
- アンナ・マリー・フーヴァー - ジュディ・デンチ[9]（谷育子）
- ノーマン・シュワルツコフ・シニア（英語版） - ダーモット・マローニー（世古陽丸）
- エージェント・スミス - エド・ウェストウィック[10]（中田隼人）
- ブルーノ・ハウプトマン（英語版） - デイモン・ヘリマン[11]
- ロバート・F・ケネディ - ジェフリー・ドノヴァン[12]（高瀬右光）
- ハーラン・F・ストーン（英語版） - ケン・ハワード[13]
- アーサー・コーラー（英語版） - スティーヴン・ルート[14]（岡哲也）
- アルバート・S・オズボーン（英語版） - デニス・オヘア
- A・ミッチェル・パーマー（英語版） - ジェフ・ピアソン[15]
- リーラ・ロジャース - リー・トンプソン（片貝薫）
- エマ・ゴールドマン - ジェシカ・ヘクト
- エージェント・ギャリソン - マイルズ・フィッシャー（遠藤大智）
- エージェント・ストークス - ジョシュ・スタンバーグ
- エージェント・ジョーンズ - マイケル・レイディ
- リチャード・ニクソン - クリストファー・シャイアー（英語版）
- ジョン・コンドン - ザック・グルニエ
- マッケラー上院議員 - マイケル・オニール
- フレンドリー上院議員 - デヴィッド・クレノン
- ハウプトマン裁判の判事 - ジェラルド・マクレイニー ※ノンクレジット

## 製作
2010年3月、クリント・イーストウッドがジョン・エドガー・フーヴァーの伝記映画を企画中であり、ダスティン・ランス・ブラックが脚本を執筆することが報じられた。
当初、イーストウッドがクライド・トルソン役にはホアキン・フェニックスを希望していると報じられたが、後に本人によって否定された。また2010年10月、レオナルド・ディカプリオがフーヴァー役を熱望し、実現する可能性が高いことをイーストウッドが明かした。イーストウッドは「彼にとって素晴らしい役だと思う」と前向きな姿勢を見せた。さらにヘレン・ギャンディ役として、シャーリーズ・セロンが噂されていたが後に否定され、ナオミ・ワッツが同役に決まった。

## フーヴァーのセクシュアリティ
本作はフーヴァーとトルソンの間にあったとされる同性愛関係が描かれるのかという点において注目を呼んだ。『ウォールストリート・ジャーナル』のインタビューで「フーヴァーが異性装者で、そしておそらくクローゼット・ホモセクシュアルであったとする元FBI職員の報告を取り上げるのか」を訊かれたイーストウッドは、脚本は「そういう方向ではなかった」と否定めいた回答をした。これに対し、脚本を執筆したブラックはLGBT関連サイトAfterElton.comで脚本が「ゲイ色を排除した」とする見解を全面的に否定した。「J・エドガーのような人物を映画に描くとき、その人物の衷心にあるものを読み取ろうとしないなどということは、私の脚本にはありえない」。またブラックは、イーストウッドが異性装に関してのみ映画で描くことを否定したのを、インタビュアーが同性愛についても同様であると勘違いした可能性を示唆した。
2011年7月に公開された『Libertas Film Magazine』の脚本の論評によると、2人の関係は簡素に描かれているという。
事実、劇中の二人の関係は痴話喧嘩のような口論、キスシーン、フーヴァーの詩のほかは、非常に親密な上司と部下のように描かれており、全体に示唆されるにとどまっている。なお、異性装のシーンも１シーンある。一方で、フーヴァーがのちに個人秘書になる女性に性急なプロポーズをするシーンや、交際のあった女優との結婚を考えていたことも描写されている。

## 公開
本作は2011年11月3日、ロサンゼルスで開かれたAFI Fest 2011で初上映された。一般公開は11月9日からの7館での限定公開を経て11月11日に拡大公開され、週末3日間に$11,217,324を売り上げた。

## 評価
本作に対する批評家の評価は割れている。ディカプリオの演技は概ね好感をもって伝えられているものの、批評の多くは作品の一貫性の欠如を指摘する。映画のレビューを集積するウェブサイトRotten Tomatoesは11月24日時点で152件のレビューを基に40%の支持率と5.8/10という評価の平均、そして「レオナルド・ディカプリオは予想通り強力な演技を見せるが、『J・エドガー』は陳腐なメイクアップ、みすぼらしい照明、混乱した語り、そして単調な進行につまづいている」という批評家の総意を示している。有力媒体の批評から100点満点の加重平均値を導くMetacriticは41件のレビューを基に59という値を示している。